# 奥格斯堡犹太会堂
奥格斯堡犹太会堂（Augsburger Synagoge）是奥格斯堡犹太社区的文化中心，每周五晚上和周六上午庆祝安息日。会堂建于1914年至1917年之间，根据建筑师弗里茨·兰道尔和海因里希·伦佩尔的设计，位于国王广场（Königsplatzes）附近的在哈尔德街（Halderstraße）。1938年的水晶之夜和随后的盟军轰炸都对奥格斯堡犹太会堂造成了破坏。直到1963年，会众才能再次使用会堂的一小部分。1974年至1985年，犹太会堂终于完全修复。自1985年重新开放以来，还设有奥格斯堡-施瓦本犹太文化博物馆（Jüdisches Kulturmuseum Augsburg-Schwaben） 。
奥格斯堡犹太会堂为新艺术运动风格，加上一些新拜占庭和东方细节相关的元素。 属于犹太教改革派的新式风格 已被列入巴伐利亚古迹列表。